# Маланівка
Маланівка — зупинний пункт Полтавської дирекції Південної залізниці на лінії Кременчук — Бурти. Знаходиться між зупинним пунктом Вагонзавод та роз'їздом 270 км на межі села Чечелеве та Кременчука між вулицями Академіка Герасимовича та Заводською. Також поблизу знаходиться село Маламівка.
Лінія була електрифікована 2008 року.

## Станційні споруди
Зупинний пункт обладнано двома бічними платформами з павільйонами для пасажирів.

## Пасажирське сполучення
Тут зупиняються приміські поїзди (електрички): Кременчук — Знам'янка, Кременчук — Павлиш, Передгірковий парк — Павлиш.